# Galena (Alaska)
Pour les articles homonymes, voir Galena.

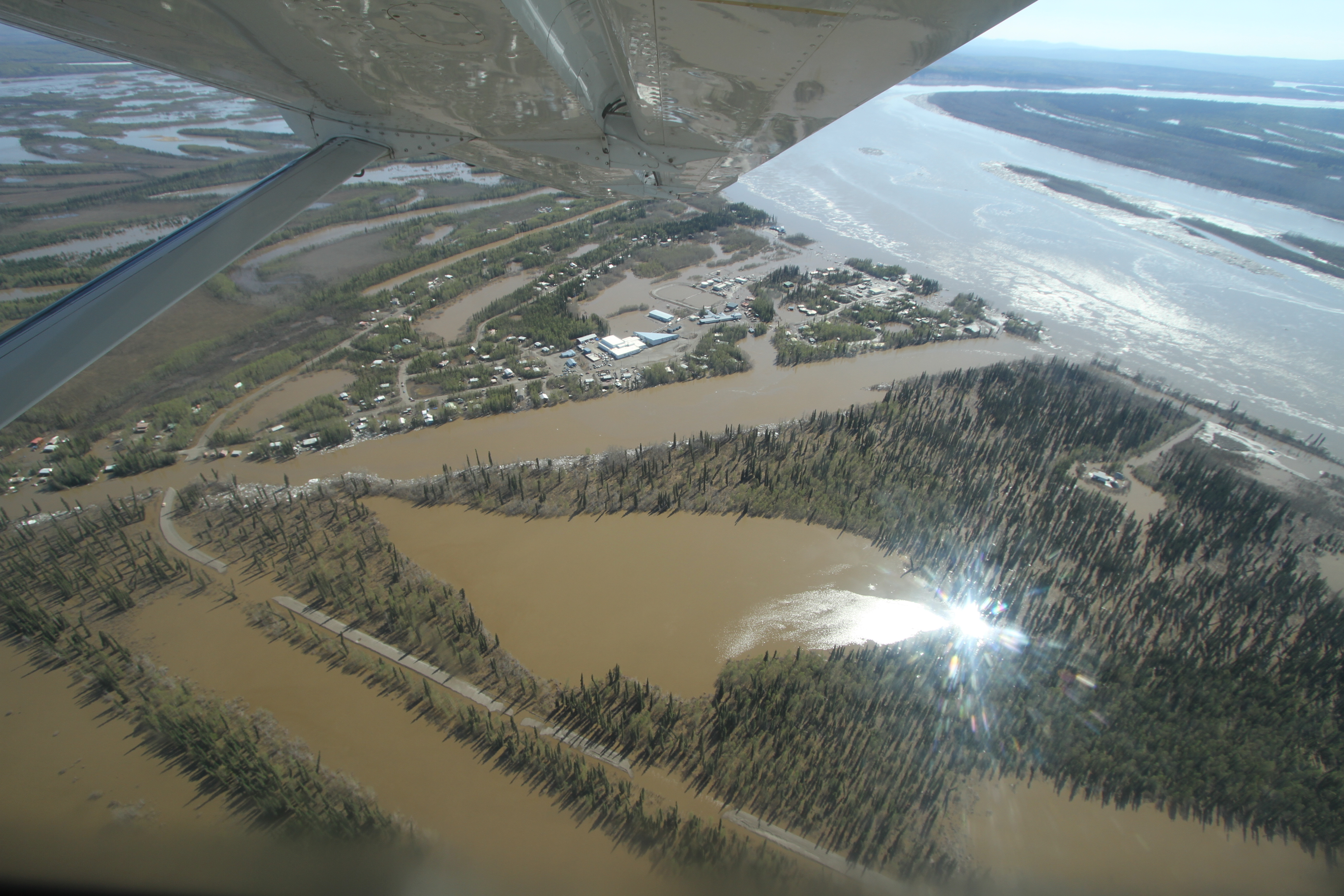

Galena est la plus grande ville de la région de recensement de Yukon-Koyukuk dans l'État de l'Alaska aux États-Unis. Lors du recensement de 2000, la population était de 675 habitants. Elle est située sur la rive nord du fleuve Yukon, à 72 km (45 miles) à l'est de Nulato. Le Refuge faunique national Innoko est au sud-ouest de Galena.

## Histoire
Les Athabaskans Koyukon avaient des camps saisonniers dans la région, se déplaçant en fonction des migrations du gibier. Durant l'été de nombreuses familles se déplaçaient sur des radeaux sur le fleuve Yukon, pour pêcher le saumon. Il y avait 12 camps de pêche d'été situés sur le fleuve Yukon entre le Koyokuk et la rivière Nowitna. Galena a été créée en 1918 à proximité d'un camp de pêche Athabascan appelé Point de Henry. Elle est devenue un point d'approvisionnement pour les mines de plomb à proximité, ouvertes en 1918 et 1919.
En 1920, les Athabascans vivant en amont à Louden ont commencé à aller vers Galena pour vendre du bois aux bateaux à vapeur et pour travailler au transport de fret pour les mines. Une école a été créée dans le milieu des années 1920.

## Base aérienne militaire
En 1941-42 au cours de la Seconde Guerre mondiale, un domaine aérien militaire a été construit à proximité de l'aéroport civil, et les deux installations partagées de la piste et des installations de ligne de vol. Cette base aérienne a été appelée Galena Air Force Station peu de temps après la scission de la United States Air Force à partir de l'armée américaine, qui s'est produite à la suite de la National Security Act de 1947. Pendant les années 1950, la construction d'installations militaires supplémentaires a apporté une croissance économique importante pour la région.
Après la fin de la guerre froide, en 1993 les installations de la Galena Air Force Station ont été vendues à un entrepreneur privé, et tout le personnel militaire a été muté. Le site reste occasionnellement occupé par les militaires.
La base aérienne de Galena a été complètement fermée le 1er octobre 2008. Tous les équipements et les installations ont été donnés à la Cité de Galena et l'académie d'apprentissage de Galena. Le hangar pour F-15 a été considéré comme un site d'hébergement pour les appareils de la police de l'État de l'Alaska, le US Fish and Wildlife Service et, éventuellement, un nouvel escadron de l'escadre de l'Alaska, Civil Air Patrol. Galena abrite aussi un camp saisonnière, exploité initialement sur l'ancienne base aérienne de l'US Bureau of Land Management, stade où les pompiers s'entrainent à combattre les feux de brousse à travers l'Alaska et ailleurs.
L'activité militaire a entrainé des pollutions diverses (hydrocarbures, munitions...), et la dépollution est particulièrement étudiée depuis 2012.

## Inondations
Il y a eu des inondations en 1945 et 1971. En raison de ces inondations, un lotissement urbain nouveau, appelé la Nouvelle Ville, a été choisi à Alexander Lake, à environ 2,5 km à l'est de l'emplacement initial. Les bureaux de la ville, la clinique de santé, les écoles, magasins, et plus de 150 maisons ont été construites dans la nouvelle ville.
De nouvelles inondations ont lieu en 2013, endommageant rues et bâtiments, atteignant le haut des digues de l'aérodrome, et nécessitant l'évacuation d'habitants par avion.

## Centrale nucléaire
Galena est inaccessible par la route. Le Conseil municipal de Galena, en 2004, a provisoirement accepté la proposition de Toshiba de construire une centrale nucléaire. L'usine de démonstration, le prototype d'un modèle que Toshiba espère vendre aux collectivités similaires aux États-Unis et au Canada, serait (si elle est construite) la première centrale nucléaire en Alaska ; Fort Greely, en Alaska, a eu une petite unité militaire LM-4 du réacteur jusqu'au début des années 1970.

## Démographie
| 1880 | 1930 | 1940 | 1950 | 1960 | 1970 |
| ---- | ---- | ---- | ---- | ---- | ---- |
| 15   | 67   | 44   | 176  | 261  | 302  |

| 1980 | 1990 | 2000 | 2010 | - | - |
| ---- | ---- | ---- | ---- | - | - |
| 765  | 833  | 675  | 470  | - | - |